# Natalja Abramowna Prochanowa
Natalja Abramowna Prochanowa (russisch Наталья Абрамовна Проханова; * 19. Februar 1939 in Tambow; † 1993) war eine sowjetische Pilotin, die 1965 einen Höhenweltrekord für Frauen aufstellte.

## Leben
Ihr Vater starb während der Leningrader Blockade. In der 8. Klasse trat sie in den Tambower Luftsportklub ein. Sie besuchte die DOSAAF-Schule in Saransk. Später wurde sie Lehrerin im Tambower Luftsportklub. 1962 war sie eine von 58 Kandidatinnen für den ersten Weltraumflug einer Frau, scheiterte aber an der Gesundheitsprüfung für die Kosmonautenausbildung.

## Rekord
1964 begann die Ausbildung für den Rekordflug. Am 22. Mai 1965 erreichte sie mit der speziellen Rekordversion Je-33 des Jagdflugzeuges Mikojan-Gurewitsch MiG-21U eine Höhe von 24.336 Metern. Der Flug dauerte 27 Minuten. Auf dem Scheitelpunkt erlebte die Pilotin Schwerelosigkeit.